# Knoxville (Illinois)
Pour les articles homonymes, voir Knoxville.
Knoxville est une ville du comté de Knox, dans l'Illinois, aux États-Unis. Elle est incorporée le 15 janvier 1873 ou le 29 mars 1873. Lors du recensement de 2010, la ville comptait une population de 2 911 habitants.

## Source de la traduction
- (en) Cet article est partiellement ou en totalité issu de l’article de Wikipédia en anglais intitulé « Knoxville, Illinois » (voir la liste des auteurs).